# Friedrich Küter

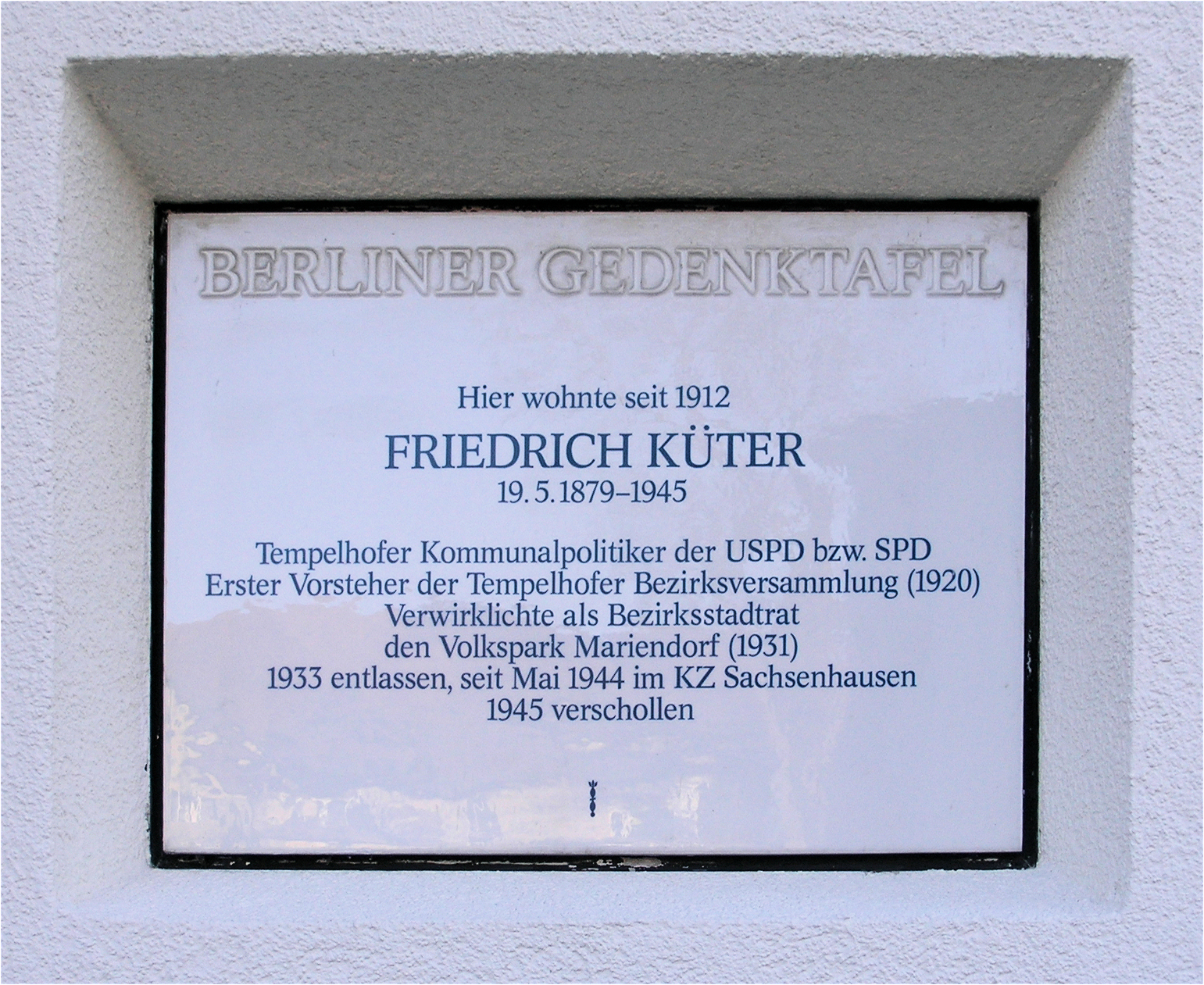
Berliner Gedenktafel am Haus Alt-Mariendorf 53 in Berlin-Mariendorf

Friedrich Karl Ernst Küter (* 19. Mai 1879 in Stralau; † 31. Januar 1945 vermutlich in Bergen-Belsen) war ein deutscher Kaufmann und als Kommunalpolitiker 1920 der erste Bezirksverordnetenvorsteher von Berlin-Tempelhof.

## Lebenslauf
Am 22. März 1902 heirateten Friedrich Küter und Emma Marie Anna Lücke (* 20. Februar 1878; † 7. August 1961 in Berlin-Friedenau) auf dem Standesamt Berlin IV a und zusammen hatten sie drei Töchter, Frieda Dorothea (* 27. Dezember 1897 in Fürstenwalde/Spree, bei der Hochzeit als eigenes Kind anerkannt),  Hildegard Anna (* 17. November 1902 in Berlin-Tempelhof) und Margot (* 1909). Die Familie zog 1912 vom Schlesischen Bahnhof (heute Ostbahnhof) nach Berlin-Mariendorf in die Dorfstraße 2 (heute Alt-Mariendorf 53). Im Anschluss an seine kaufmännische Lehre ging er nach dem Ersten Weltkrieg, an dem er als Soldat teilgenommen hat, in die bezirkliche Verwaltung.

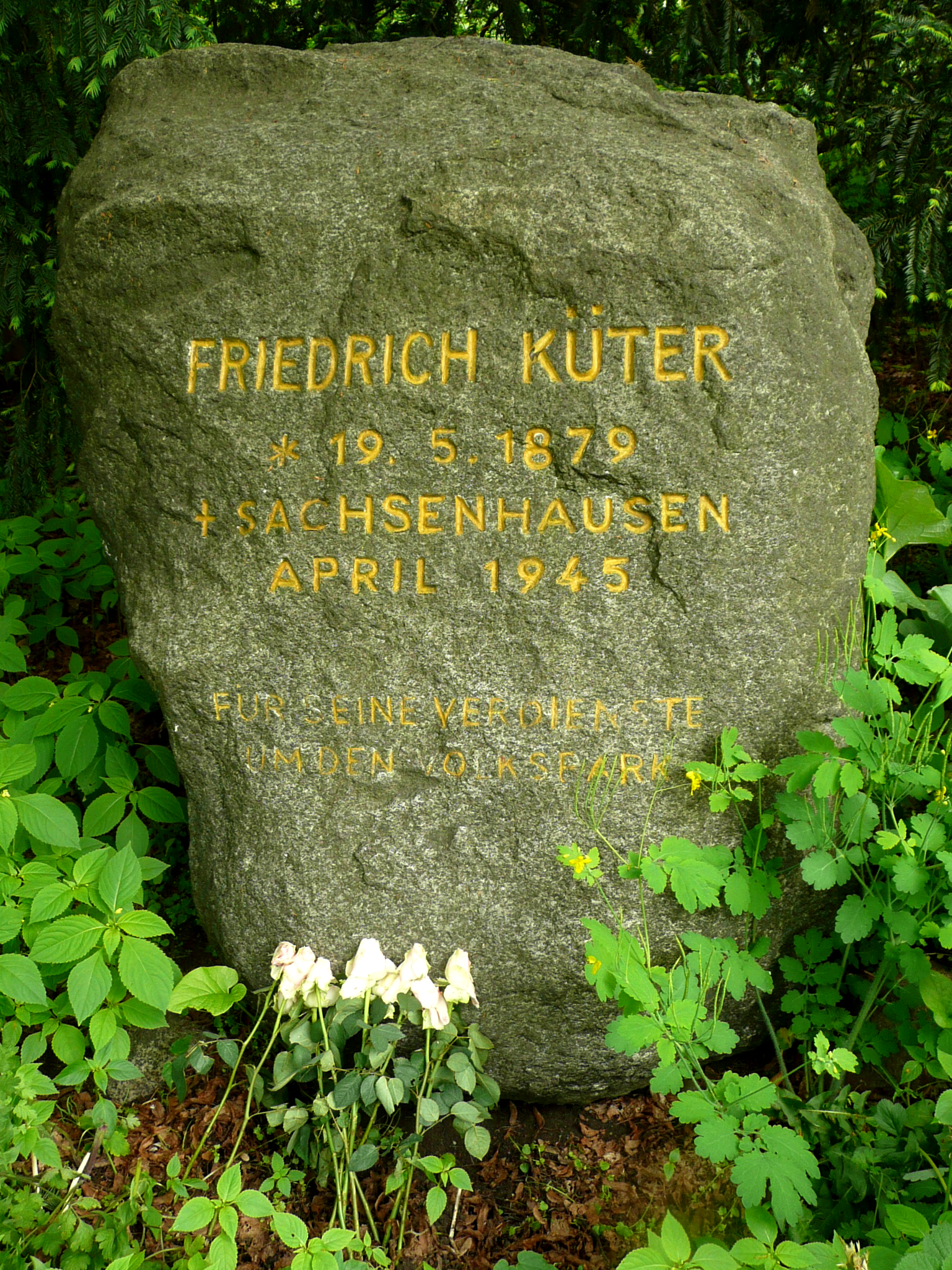
Gedenkstein für Friedrich Küter im Volkspark am Eckernpfuhl

Seit 1900 engagierte sich Friedrich Küter in der SPD oder der USPD. Mit der Bildung von Groß-Berlin im Jahr 1920 wurde Mariendorf ein Ortsteil des Bezirks Tempelhof und Friedrich Küter wurde am 20. Juni 1920 in die erste Bezirksverordnetenversammlung und am 23. November zum Bezirksverordnetenvorsteher (Präsident der Bezirksverordnetenversammlung) gewählt.
Er amtierte bis zum 23. Februar 1921 und wurde dann zwei Tage später unbesoldeter Bezirksstadtrat. Küter wurde am 18. März 1921 vom Berliner Oberbürgermeister Gustav Böß persönlich in das Amt eingeführt. In dieser Funktion leitete er die Abteilung Bauwesen. Sein besonderes Augenmerk richtete er auf die Anlage von Grünflächen und Kleingärten in der heftig expandierenden Großstadt Berlin. Tempelhof und Mariendorf waren in dieser Zeit stark wachsende Orte. Seiner Initiative verdankt Mariendorf den Volkspark Mariendorf, der 1931 eingeweiht wurde. Hauptberuflich arbeitete er im Bezirksamt Kreuzberg als Oberinspektor.
Zur Bezirksverordnetenwahl am 12. März 1933 kandidierte Küter auf dem Listenplatz 3 der SPD, konnte sein Mandat nach der Machtergreifung durch die Nationalsozialisten aber nicht mehr ausüben und verlor alle Ämter. Am 20. März 1933 wurde in der Tempelhofer-Mariendorfer Zeitung seine Beurlaubung gemeldet, offiziell schied er aber erst am 7. Juni 1933 aus seinem Amt als Stadtrat im Bezirksamt aus und wurde an diesem Tag durch einen von den Nationalsozialisten bestimmten Staatskommissar ersetzt.
Friedrich Küter wurde 1933 mit dem Schild „Ich bin Sozialdemokrat“ von SA-Männern durch Tempelhofer Straßen geführt.
Im April 1944 wurde er verhaftet und musste seinen 65. Geburtstag im Polizeipräsidium Alexanderplatz verbringen. Nach seiner Freilassung wurde er einen Tag später aufgrund einer Denunziation in das  KZ Sachsenhausen verschleppt. Ohne Verfahren wurde er in die sogenannte Schutzhaft genommen. Im Frühjahr 1945 wurde das KZ Sachsenhausen aufgelöst. Friedrich Küter soll mit einem Transport in das KZ Bergen-Belsen gebracht worden sein. Dort oder auf dem Transport dorthin kam er ums Leben. Am 6. November 1951 ist er mit dem Datum 31. Januar 1945 offiziell für tot erklärt worden.

## Ehrungen
- Gedenkstein seit 1951, am Eckernpfuhl im Volkspark Mariendorf
- Küterstraße seit 1. November 1953 (vorher Straße Nr. 59)
- Friedrich-Küter-Haus seit 1960, Strelitzstraße 15 in Mariendorf
- Berliner Gedenktafel, seit 21. April 1989 an seinem ehemaligen Wohnhaus Alt-Mariendorf 53
- Friedrich Küter Pflegewohnpark[2]